# Lucas Nogueira
Lucas Riva Amarante "Bebe" Nogueira (ur. 26 lipca 1992 w São Gonçalo) – brazylijski koszykarz, występujący na pozycji środkowego.
4 lutego 2021 ogłosił zakończenie kariery zawodniczej.

## Osiągnięcia
Na podstawie, o ile nie zaznaczono inaczej.
- 2–krotny uczestnik Adidas Eurocamp (2011, 2013)
- Uczestnik Nike Hoop Summit (2011)
- 2–krotny uczestnik letniej ligi NBA (2013 – Hawks, 2014 – Raptors)

Reprezentacja
- Wicemistrz Ameryki U–18 (2010)
- Brązowy medalista mistrzostw Ameryki Południowej U–17 (2009)
- Uczestnik:
  - mistrzostw świata U–19 (2011 – 9. miejsce)
  - uniwersjady (2011 – 13. miejsce)